# Seogwipo
Seogwipo (en coreà: 서귀포시; 西歸浦市) és una ciutat de la província de Jeju, a Corea del Sud, amb una població estimada 155.691 habitants (2011). Des del juliol de 2006 la ciutat de Seogwipo inclou la meitat sud de l'illa de Jeju.
És un port situat al sud de l'illa de Jeju, als peus del Halla (1.950 m), un volcà extingit.

## Esports
El 2002 Seogwipo fou una de les seus de la Copa del Món de Futbol i acollí tres partits al Jeju World Cup Stadium, un estadi de 35.657 places construït especialment per l'ocasió. Des de llavors l'estadi acull el Jeju United.
Cada any, al mes de juliol, té lloc una competició de triatló.